# Карабаев, Муратбек Карабаевич
Мура́тбек Карабаевич Карабаев (каз. Мұратбек Карабайұлы Карабаев; 15 июля 1952, Абай, Южно-Казахстанская область — 26 мая 2022) — казахстский биолог. Специалист в области биотехнологии, физиологии и биохимии растений, ресурсосберегающего земледелия. Доктор биологических наук по двум специальностям: "Биотехнология" и "Физиология растений" (1994), профессор биологии (1995), Академик Академии сельскохозяйственных наук Республики Казахстана (1995).

## Биография
Родился 15 июля 1952 в с. Абай Сарыагашского района Южно-Казахстанской области Казахской ССР.   
В 1969 году с золотой медалью окончил среднюю школу. В 1974 году с отличием окончил биологический факультет Казанского университета.   
В 1977 году окончил аспирантуру Ботанического института им. В. Л. Комарова Академии наук СССР с защитой в 1977 г. кандидатской диссертации. Кандидат биологических наук. 
В 1994 году в специализированном совете при Институте физиологии растений им. К. А. Тимирязева Российской академии наук защитил докторскую диссертацию. Доктор биологических наук по специальностям «Биотехнология» и «Физиология растений». Стал первым в Казахстане доктором наук по специальности «биотехнология». 
1978—1980 гг. — преподаватель кафедры микробиологии биологического  факультета Казахского Государственного университета. 
1980—1983 гг. — старший научный сотрудник лаборатории фотосинтеза Института ботаники Академии наук Казахской ССР. 
В 1984 году организовал первую в республике лабораторию клеточной инженерии растений в Институте молекулярной биологии и биохимии им. М. А. Айтхожина АН Казахской ССР и до 1998 г. руководил этой лабораторией. В период 1988—1995 гг. был заместителем директора по научной работе этого института. 
В 1996 году получил учёное звание профессора биологии. 
1995—1998 — научный руководитель, 1-й заместитель генерального директора Национального центра биотехнологии РК.
1998 — 2005 — старший ученый, Международный центр улучшения пшеницы и кукурузы (СИММИТ,  Мексика).
2005 — 2006 — координатор, руководитель проектов Международного центра сельскохозяйственных исследований в засушливых регионах (ICARDA, Сирия).
С 2006 г. по настоящее время — независимый директор АО «Национальный аграрный научно-образовательный центр»,  АО «КазАгроИнновация» Министерства сельского хозяйства Республики Казахстан. 
С 2006 г. по настоящее время — представитель Международного центра улучшения пшеницы и кукурузы (СИММИТ, Мексика) в Казахстане, руководитель Регионального офиса CIMMYT в Центральной Азии и Закавказье.
Действительный  член (академик) Академии сельскохозяйственных наук Республики Казахстан (с  1997), член бюро Отделения биологических и медицинских наук Министерства  науки - Академии наук РК (1995 — 1997), член Комитета по присуждению государственных премий Казахстана (1995 — 1999).

## Научная деятельность
С 1983 года М. Карабаев и организованная им лаборатория занимается биотехнологией важнейших продовольственных культур — пшеницы и кукурузы, которые были и до сих пор остаются сложнейшими объектами биотехнологических исследований. За короткий период в Институте молекулярной биологии и биохимии им. М. А. Айтхожина создана научно-исследовательские база и организованы исследования по клеточной биотехнологии злаковых растений. 
Одними из первых мире была осуществлена регенерация растений в культуре клеток и протопластов пшеницы, разработаны методы слияния и отбора клеток (авторское свидетельство № 1738855 от 8.02.1992), суспензионного культивирования клеток пшеницы и клеточной селекции. Созданы селекционно ценные линии пшеницы на основе методов биотехнологии. Эти работы по биотехнологии пшеницы и кукурузы, выполненные М. Карабаевым и его сотрудниками, были признаны достижением мирового уровня. 
Особо следует отметить роль и вклад М. Карабаева в развитие космической биологии и биотехнологии в Казахстане. Разработанная и выполненная под его руководством в 1991—1998 годы программа космических экспериментов по биотехнологии, значительная часть которой выполнялась в полетах казахстанских космонавтов Т. Аубакирова и Т. Мусабаева, получила международное признание, принесла заслуженный авторитет казахстанской космической науке, а М. Карабаев в 1998 году был удостоен одной из высших наград Казахстана, ордена «ПАРАСАТ», врученного ему лично Президентом Республики Казахстан Н. Назарбаевым. Именно в этих работах была экспериментально обоснована важнейшая роль гравитации для процессов развития живых систем, приводящая к неоднородности в неорганизованно растущих клеточных структурах и, вследствие этого, индуцирующая дифференцировку клеток. Из полученных данных следует, что размножение и развитие высших земных форм жизни в космосе, где отсутствует гравитация и ослаблены межклеточные контакты, будут очень затруднены и, вероятней всего, невозможны. Такого рода прогнозы необходимо учесть при разработке программ освоения космоса земными организмами, в том числе и человеком. 
В 1998 году основоположник Международного центра улучшения пшеницы и кукурузы (СИММИТа), отец «Зеленой Революции» Лауреат Нобелевской премии Норман Борлоуг открыл региональное Представительство СИММИТ в Казахстане. Учитывая большой вклад в развитие биотехнологии пшеницы и кукурузы, организаторские способности, заслуженный авторитет в научных кругах, на должность старшего научного сотрудника и Представителя СИММИТа в Казахстане был назначен М.Карабаев. Сотрудничество СИММИТа и Казахстана было очень важным в те годы, когда аграрная наука и производство особо остро нуждались в поддержке. Направлениями сотрудничества стали селекция, генетика, биотехнология, разработка и внедрение устойчивых систем земледелия и растениеводства, подготовка кадров.
СИММИТом в Казахстане за относительно короткий период времени удалось добиться впечатляющих результатов. В Казахстан и Россию было вовлечено более 25 000 линий и сортов пшеницы, которые существенно пополнили генетические ресурсы стран, значительно обогатили генетическую базу селекции. В настоящее время началась активная фаза селекционного процесса, о чём свидетельствуют количество  созданных к 2016 году свыше 70-и сортов. 
Была создана селекционно-генетическая сеть, включающая  21 селекционно-генетическое учреждение Казахстана и Западной Сибири, названная «Казахстанско-Сибирской сетью по улучшению пшеницы» (КАСИБ). 
Все селекционно-генетические институты страны, занимающиеся пшеницей, участвуют в программе челночной селекции между Мексикой и Казахстаном. Программы КАСИБ и «Челночная селекция Казахстан-Мексика» признаны в мире одними из лучших международных научно-технических проектов.
С 2000 года под руководством М. Карабаева были реализованы крупные международные проекты по внедрению ресурсосберегающих технологий. Благодаря этим работам, проведенным совместно с учеными и фермерами Казахстана, по официальным данным ФАО Казахстан в 2009 году вошел в число 10 стран мира с наибольшими площадями земель под ресурсосберегающими технологиями. Внедрение в производство этих технологий стало государственной аграрной политикой страны. 
Более, чем 50 казахстанских ученых и специалистов прошли обучающие курсы по селекции, генетике, агрономии, биотехнологии в штаб-квартире СИММИТ в Мексике, повысили свою квалификацию в ведущих мировых научных центрах. СИММИТом в Казахстане также были проведены многочисленные конференции и форумы по современным направлениям биологической и аграрной наук.
В период 2009—2011 годы в Казахстане был реализован разработанный М. Карабаевым международный научно-технический проект по биотехнологии и селекции растений. Десятки казахстанских биотехнологов и селекционеров прошли тренинги по современным направлениям биотехнологии, генетики, селекции. Были организованы передвижные семинары с посещением ведущих селекционных учреждений страны. Благодаря этому начали формироваться совместные проекты, усиливаться связи между биотехнологами и селекционерами.
М. Карабаевым подготовлено 9 кандидатов наук и PhD по биотехнологии, селекции и генетике. Он является автором свыше 250 публикаций, 16 изобретений, является соавтором нескольких сортов. 
Он является признанным в Казахстане и мире ученым международного уровня. Работая более 15 лет в во всемирно известном научном и образовательном центре СИММИТ, региональным представителем СИММИТ в Казахстане, М. Карабаев, как ученый широкого профиля и кругозора, организатор науки, вносит огромный вклад в развитие международного сотрудничества Казахстана, укреплению международных связей и авторитета страны в научно-технологической и образовательной сферах. 
Наглядной иллюстрацией мирового признания М.Карабаева являются приезд в 2013 году в Казахстан для личной встречи с М. Карабаевым основателя и президента «Фонда Говарда Баффетта» выдающегося инвестора, аграрного деятеля, филантропа г-на Говарда Баффетта, опубликование Всемирным Банком статьи и запуск в интернете видеофильма.

## Награды
- Орден «Парасат» (1998, за разработку, руководство и успешную реализацию Программы  космических исследований  РК в области  биологии, биотехнологии и медицины в полетах казахстанских космонавтов  Т.Аубакирова и Т.Мусабаева)